# Upside Down (Diana Ross)
Upside Down è un singolo della cantante statunitense Diana Ross, pubblicato nel 1980 come primo estratto dal decimo album in studio Diana.

## Descrizione
Il brano è stato scritto e prodotto dagli Chic ed è stato un enorme successo in tutto il mondo arrivando al primo posto anche in Italia, dove fu il secondo singolo più venduto dell'anno dietro Video Killed the Radio Star dei Buggles.

## Classifiche

### Classifiche settimanali
| Classifica (1980)        | Posizione massima |
| ------------------------ | ----------------- |
| Australia                | 1                 |
| Austria                  | 2                 |
| Belgio (Fiandre)         | 3                 |
| Canada                   | 5                 |
| Europa                   | 1                 |
| Finlandia                | 3                 |
| Francia                  | 2                 |
| Germania                 | 3                 |
| Irlanda                  | 3                 |
| Italia                   | 1                 |
| Norvegia                 | 1                 |
| Nuova Zelanda            | 1                 |
| Paesi Bassi              | 3                 |
| Regno Unito              | 2                 |
| Stati Uniti              | 1                 |
| Stati Uniti (dance club) | 1                 |
| Stati Uniti (R&B)        | 1                 |
| Sudafrica                | 1                 |
| Svezia                   | 1                 |
| Svizzera                 | 1                 |

### Classifiche di fine anno
| Classifica (1980) | Posizione |
| ----------------- | --------- |
| Australia         | 15        |
| Belgio (Fiandre)  | 12        |
| Canada            | 52        |
| Francia           | 39        |
| Germania          | 44        |
| Italia            | 2         |
| Nuova Zelanda     | 18        |
| Paesi Bassi       | 17        |
| Regno Unito       | 22        |
| Stati Uniti       | 18        |
| Sudafrica         | 11        |
| Svizzera          | 4         |

### Classifiche di fine decennio
| Classifica (1980-89) | Posizione |
| -------------------- | --------- |
| Stati Uniti          | 16        |

## Altri utilizzi
- Il singolo Cold Rock a Party di MC Lyte e Missy Elliott del 1996 contiene un sample del brano.
- Il singolo This Is the World We Live In degli Alcazar del 2004 contiene un campionamento del brano.